# Kanadische Badmintonmeisterschaft 1947
Die Kanadische Badmintonmeisterschaft 1947 fand Anfang März 1947 in Vancouver statt.

## Finalresultate
| Disziplin    | Sieger                    | Finalist                             | Ergebnis            |
| ------------ | ------------------------- | ------------------------------------ | ------------------- |
| Herreneinzel | John Samis                | Dick Birch                           | 10-15, 15-7, 15-10  |
| Dameneinzel  | Claire Lovett             | Dorothy Walton                       | 11-5, 11-3          |
| Herrendoppel | Jack Underhill John Samis | Jimmy Forsythe Ken Meredith          | 15-11, 13-15, 15-11 |
| Damendoppel  | Claire Lovett Nora Maw    | Eleanor Young Connolly Jocelyn Pease | 15-11, 16-18, 15-5  |
| Mixed        | Dick Birch Barb Ince      | Norm Mustart Eleanor Young Connolly  | 8-15, 15-6, 15-11   |